# Arthur Nielsen
 Der er flere personer med dette navn, se Arthur Nielsen (flertydig).
Arthur Frank Villy Nielsen (29. august 1908 i Odense – 17. oktober 1987 i Esbjerg) var en dansk fodboldspiller, som spillede i Esbjerg fB.
Arthur Nielsen blev født i Odense. Han debuterede siden på Esbjerg fB's førstehold i 1926.
Arthur var EfB's anden A-landsholdsspiller. Han opnåede dog kun1 kamp i 1935, hvor Danmark mødte Norge i Idrætsparken. Umiddelbart efter at Danmark kom foran efter en halv time, måtte han lade sig udskifte efter at være blevet gjort ukampdygtig. Han opnåede ikke flere kampe på landsholdet efterfølgende.
Arthur Nielsen opnåede hele 253 førsteholdskampe for Esbjerg fB (26 mål).
Han var han klubbens formand i 4 år (1953-1957).